# Невин, Джордж
Джордж Уи́льям Не́вин (англ. George William Nevin; 16 декабря 1907 — январь 1973) — английский футболист, крайний защитник.

## Футбольная карьера
Родился в Линтце, графство Дарем. Профессиональную карьеру начал в клубе «Ньюкасл Юнайтед», дебютировав в основном составе «сорок» 9 сентября 1929 года в матче Первого дивизиона против «Вест Хэм Юнайтед». В основном играл за резервную команду, сыграв в чемпионате только 6 матчей в сезоне 1929/30.
В 1930 году стал игроком «Шеффилд Уэнсдей», но и там выступал за резервную команду вплоть 1933 года, в котором он сыграл в двух матчах чемпионата (против «Блэкберн Роверс» 21 января и против «Мидлсбро» 22 апреля).
В январе 1934 года перешёл в «Манчестер Юнайтед». 6 января 1934 года дебютировал за «Юнайтед» в матче Второго дивизиона против «Линкольн Сити». Всего в сезоне 1933/34 провёл за команду 4 матча в лиге и 1 — в Кубке Англии.
Пробыв в «Манчестер Юнайтед» два месяца, уже в марте 1934 года вернулся в «Шеффилд Уэнсдей», однако в основном составе больше не появлялся. В 1935 году перешёл в «Бернли». Провёл в клубе два сезона, сыграв в 26 матчах.
В 1937 году стал игроком «Линкольн Сити», выступавшем в Третьем северном дивизионе. За два сезона провёл в команде 8 матчей. В 1939 году перешёл в «Рочдейл», где и завершил карьеру.

## Статистика выступлений
| Клуб              | Сезон            | Лига | Лига | Кубок | Кубок | Итого | Итого |
| Клуб              | Сезон            | Игры | Голы | Игры  | Голы  | Игры  | Голы  |
| ----------------- | ---------------- | ---- | ---- | ----- | ----- | ----- | ----- |
| Ньюкасл Юнайтед   | 1929/30          | 6    | 0    | 0     | 0     | 6     | 0     |
| Ньюкасл Юнайтед   | Итого            | 6    | 0    | 0     | 0     | 6     | 0     |
| Шеффилд Уэнсдей   | 1930/31          | 0    | 0    | 0     | 0     | 0     | 0     |
| Шеффилд Уэнсдей   | 1931/32          | 0    | 0    | 0     | 0     | 0     | 0     |
| Шеффилд Уэнсдей   | 1932/33          | 2    | 0    | 0     | 0     | 2     | 0     |
| Шеффилд Уэнсдей   | Итого            | 2    | 0    | 0     | 0     | 2     | 0     |
| Манчестер Юнайтед | 1933/34          | 4    | 0    | 1     | 0     | 5     | 0     |
| Манчестер Юнайтед | Итого            | 4    | 0    | 1     | 0     | 5     | 0     |
| Шеффилд Уэнсдей   | 1933/34          | 0    | 0    | 0     | 0     | 0     | 0     |
| Шеффилд Уэнсдей   | 1934/35          | 0    | 0    | 0     | 0     | 0     | 0     |
| Шеффилд Уэнсдей   | Итого            | 0    | 0    | 0     | 0     | 0     | 0     |
| Бернли            | 1935/36          | 21   | 0    | 0     | 0     | 21    | 0     |
| Бернли            | 1936/37          | 5    | 0    | 0     | 0     | 5     | 0     |
| Бернли            | Итого            | 26   | 0    | 0     | 0     | 26    | 0     |
| Линкольн Сити     | 1937/38          | 6    | 0    | 0     | 0     | 6     | 0     |
| Линкольн Сити     | 1938/39          | 2    | 0    | 0     | 0     | 2     | 0     |
| Линкольн Сити     | Итого            | 8    | 0    | 0     | 0     | 8     | 0     |
| Всего за карьеру  | Всего за карьеру | 46   | 0    | 1     | 0     | 47    | 0     |